# Andrei Colompar
Andrei Colompar, detto Coly (Semlac, 16 settembre 1939 – Sibiu, 20 novembre 2006), è stato un pianista e compositore romeno.
È stato considerato uno dei più autentici musicisti di blues e jazz di Romania.

## Biografia
Inizia lo studio della fisarmonica all'età di cinque anni, prendendo lezioni da un professore della sua stessa città. In quegli anni frequenta la “Scuola Popolare di Arte” di Arad, dove inizia anche lo studio dell'organo e del piano.
All'inizio si dedica alla musica popolare e pop, ma poi scopre il jazz e blues che rimarranno fine alla fine i suoi generi preferiti.
All'età di 20 anni inizia a guadagnare suonando in diversi gruppi e orchestre (Meridian, Prefix 924, Radu Ghizesan Quintet, Silex, Trio Andrei Colompar). Con il tempo è invitato a suonare in diversi hotel e ristoranti in numerose città del paese tra cui: Deta, Piatra Neamt, Orsova, Turnu Severin, Targu Jiu, Alba Iulia, Fagaras, Tulcea, Poiana Brasovului, Bucarest, Constanta, Deva, Sighetul Marmatiei, Medias, Petrosani, Ploiesti.
A Sighet conosce Maria Zambo che sposerà nel 1965 e con cui avrà due figli: Natalia e Andrei.
È invitato a suonare anche all'estero. Farà tournée in Germania, Paesi Bassi, ex-Jugoslavia, Francia, Grecia, Belgio, Italia. Per un periodo suona anche sulla nave da crociera “Transilvania”.
In questo periodo viene molto apprezzato per la sua virtuosità, per la forza e il magnetismo delle sue improvvisazioni. All'età di 30 anni viene classificato, da una rivista specializzata di Germania, come uno fra i primi sette organisti di jazz d'Europa. Inizia così a comporre e a presentare i suoi inediti insieme agli standard jazz in diversi concerti, festival nazionali e internazionali. Le sue composizioni sono un mix di etno, pop e jazz, hanno un nuovo stile moderno.
Nel 1974 arriva a Sibiu, città che viene considerata la capitale del jazz in Romania, invitato da Radu Ghizesan, il saxofonista del gruppo "Radu Ghizesan Quartet", con cui registrerà anche due LP con l'unica casa discografica esistente durante la dittatura comunista (Electrecord), decidendo poi di rimanere a vivere a Sibiu.
Il passaggio dalla musica da piano-bar a quella dei maggiori festival è coronato da buoni successi, e nel 1977, Michael Berindei, critico jazz e presidente del jazz club di Bucarest, in un articolo del Jazz Festival Sibiu '77 lo considera "un autentico jazzista".
È stato invitato in vari centri e jazz club del paese tra cui: Timisoara, Cluj-Napoca, Targu Mures, San Giorgio, Bucarest, dove le sue composizioni sono state apertamente applaudite.
Le composizioni di Andrei Colompar e del chitarrista del gruppo E. Andrievici hanno riscosso molto successo e hanno rappresentato i punti di forza dei recital ai Festival di Costinești e Brașov, così come nei concerti di Sibiu e Reșița.
Vince il primo premio al Festival "Cantarea Romaniei” (Festival Il Canto della Romania).
Florian Lungu, critico jazz e presentatore di TVR, l'emittente televisive nazionale rumene, ha considerato Andrei Colompar "uno dei più originali interpreti del blues e jazz nazionale".
Margareta Lupu, giornalista del giornale "Sibiu Monitor", nel 2004, scriveva di lui come “uno dei migliori pianisti del paese e il miglior pianista di Sibiu". Anche in Italia riscuote consensi, soprattutto dopo l'arrivo in Italia di sua figlia Natalia. Il Centro Balducci di Udine, ad esempio, considera Andrei Colompar come «uno dei compositori più originali e importanti del jazz e del blues in Romania».
Partecipa costantemente ai festival jazz del paese di origine: al “Sibiu International Jazz Festival” (quasi ogni anno da quando il festival è stato istituito), al “Bucharest International Jazz Festival”, al "Costinesti Jazz Festival", al "Galà Danubian - jazz Galati", oltre che al "Jazz Galà" (20-23 dicembre '87) – al Brasov, Giorni culturali di Reșița (28-29 novembre '87), al "Festi - Jazz " - Iași ('88, '91), al Festival di arte non convenzionale "La Strada" di Sibiu.
In seguito, riceve inviti da festival jazz esteri, come "Jazz à l'Ouest" in Francia (18-19 novembre 1995) con il Trio Andrei Colompar, Natalia Colompar (voce) e Lionel Ciorogar (chitarra e basso); al Festival "Op De Grens Van", a Deventer” nei Paesi Bassi (20 dicembre - 4 gennaio 1992), al "Jazzfest Karlovy Vary" in ex Cecoslovacchia, che si aggiunge al Festival Jazz di Wroclaw in Polonia (1975), in quella occasione con il Vocal Jazz Quartet. La collaborazione con il Vocal Jazz Quartet (George David, Marius Dumitru Gheorghe Costescu, Nicolae Ionescu) è stata di lunga durata e gli diede modo di conoscere Nicolae Ionescu, personaggio chiave nel mondo del jazz di Sibiu, poiché organizzatore del Festival Jazz di Sibiu. Ionescu diventerà alla fine un suo caro amico , a cui dedicherà anche la composizione "Canzone per un amico".
Nell'anno 1995, Andrei Colompar rappresenta la Romania al "Festival Roumain" (3-18 NOVEMBRE 1995) in Ille et Vilaine, Francia, con il Trio Andrei Colompar.
Di ritorno a Sibiu, compone per Unconventional Art Festival "La Strada", la canzone " Papusarii" (Burattinai), il cui testo è stato scritto da sua figlia.
Nella sua carriera musicale ha ricevuto inviti dalle televisioni locale (Antena 1, PRO TV Sibiu, RTS - Televisione Sibiu), da varie emittenti nazionali (TVR 1, TVR 2, TVR International) e internazionali dei Paesi Bassi e Belgio, così come è apparso su giornali e riviste nazionali “Tribuna Sibiului”, “Monitorul de Sibiu”, “Radical” – Sibiu, “Obiectiv” – Sibiu, “Formula As” – Bucarest, “România Literară” – Bucarest e internazionali: quotidiano “Ouest-France”, l'italiano “La Dolce Vita”.
È stato inoltre menzionato come riferimento del mondo jazzistico da Virgil Mihaiu nel suo libro "La scatola di risonanza" - esempi di jazz dalla prospettiva della cultura contemporanea.

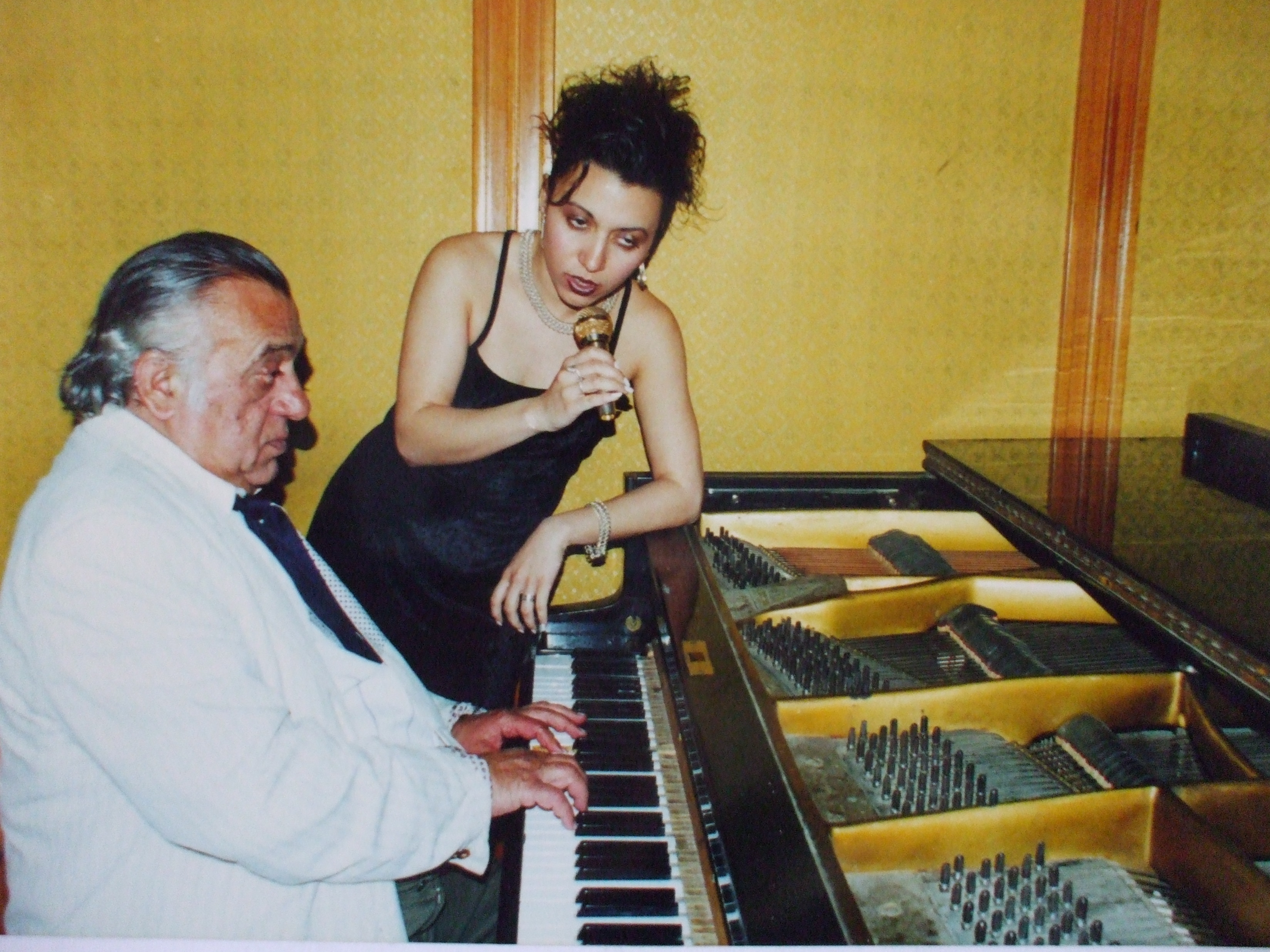
Andrei Colompar & Natalia Colompar

Ursulescu Octavian, nel suo libro "Titel Popovici" lo considera inoltre come nome di spicco tra i festival jazz.
Artisti preferiti sono stati:
Jimmy Smith, Oscar Peterson, Bill Evans, Keith Jarrett, Michel Petrucciani, Armen Donelian.
Tra i musicisti e cantanti con cui ha lavorato nel corso della sua carriera musicale ci sono Lucian Fabro, Gelu Farţonea, Ion Bontas, Titi Stoica, Mircea Anghelina, Jimmy Ţiglar, Matei Turianu, Adrian Orlea, Dorin Pitariu, tra cui collaborazioni con artisti di successo: Aura Urziceanu, Elena Carstea, Teodora Enache, Berti Barbera, Horia Brenciu, Adrian Neagu, Albert Mangelsdorff, Terry Waldo.
Ha suonato nell'apertura dei concerti di Jan Garbarek, Judy Niemack, Heinz von Hermann. Le composizioni di Coly sono state portate avanti dalla figlia Natalia al suo arrivo in Italia, ottenendo ottimi piazzamenti nei concorsi regionali, come al "Festival della canzone friulana" (nel 2003, il brano "November"; nel 2005, la canzone "Mi plas"), al “Festival della canzone del Friuli Venezia Giulia - Premio Città di Grado "(2007, canzone "Guarda"). Nel 2009 ha vinto il primo premio nel "Festival della Canzone di Riviera del Brenta - Premio Città di Mira, Venezia" con la composizione "Love Me Forever". Nel 2009 ancora una volta ha vinto il primo premio al Festival "Pianobar Festival" di Udine con la composizione "You make me laugh". La musica di Andrei Colompar è ancora diffusa nei jazz club e centri radiofonici ("Onde friulane" e "Radio Fantasy"), in televisione ("Telefriuli" - Udine, Italia) e in concerti.

## Stile musicale
Negli anni settanta al piano preferisce l'organo Hammond. È solo negli anni novanta che all'organo fa posto al pianoforte, tramite il quale “Coly” riesce a trasmettere tutte le emozioni al pubblico. Con le sue mani era capace di far piangere, ridere e parlare, così da meritarsi il soprannome "l'uomo dalle mani d'oro"

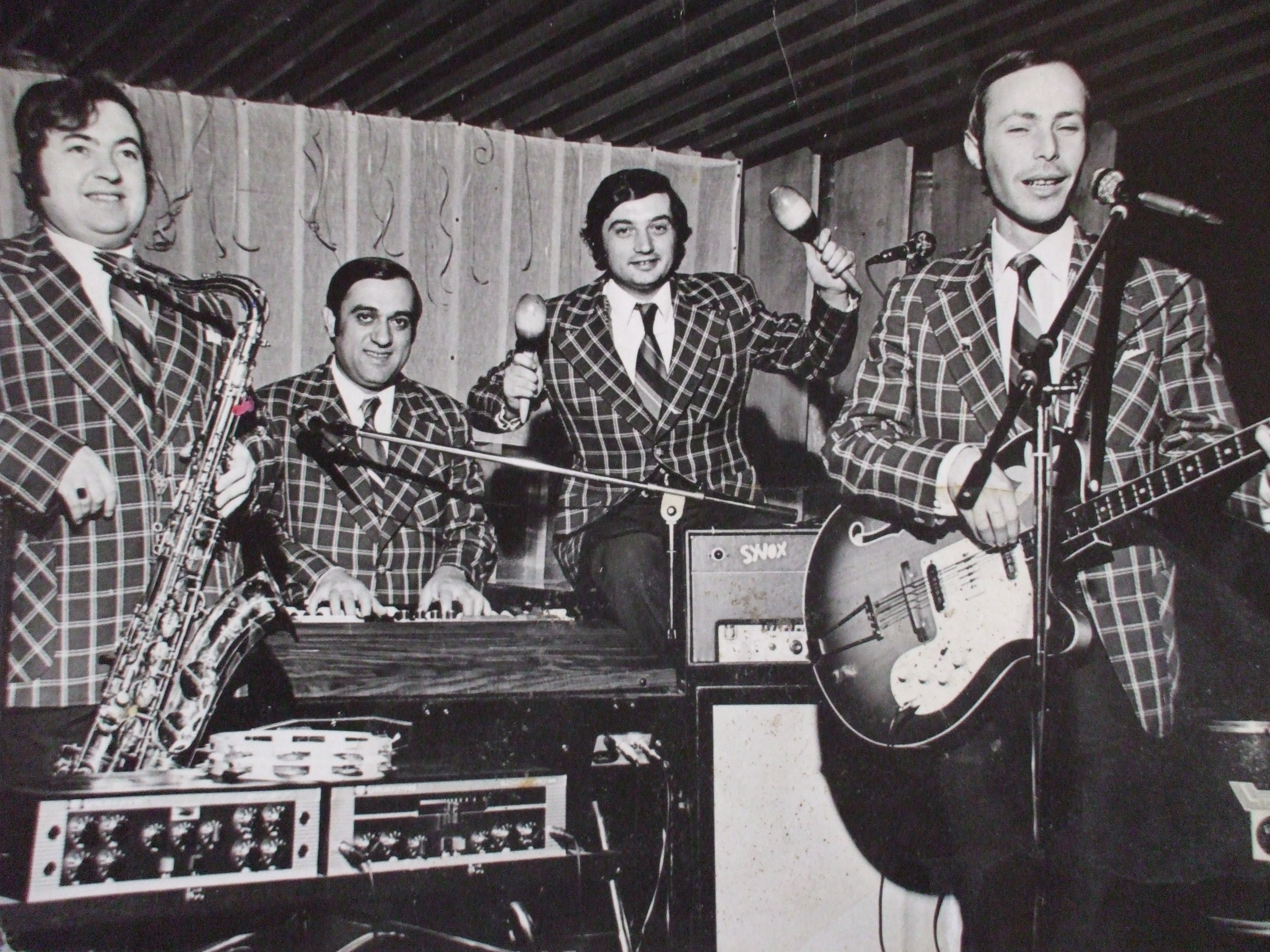
Andrei Colompar & band

Insieme all'interpretazione della canzone, Andrei trasmetteva alla gente che lo ascoltava, calore, “avvolgendola in una moltitudine di sensazioni e sentimenti nuovi, trasportandola in mondi sconosciuti”.
La sua musica, la sua alta sensibilità, con il tocco di swing e frasi colorate "blue note", riusciva a trasmettere momenti di improvvisazione piena di fantasia, lirismo raffinato e sentimentalismo.
La sua musica si rivolgeva al pubblico comune così come ai palati più raffinati e specializzati del jazz, con la capacità di trasmettere il suo stile a chiunque avesse un minimo di bagaglio estetico nel mondo della musica.
Considerato un "tastierista completo" da Virgili Mihaiu (pubblicazione in “Jazz '80”), si faceva apprezzare per il rigore, per l'equilibrio e per le atmosfere colme di grande calore emotivo.
Ancora, Virgili Mihaiu scrive del duo Andrei Colompar - Alexandru Braşoveanu (basso elettrico), come “un duo che dimostrava un'alta classe, piena di maturità e tanto lirismo. C'era un'atmosfera tale che, ascoltandoli, si formava un'aura di serenità come se essa stessa planasse sopra dei personaggi sonori disegnati con mano sicura, in chiave impressionista"".
La giornalista Margareta Lupu di “Monitorul Sibiu” lo considerava un “grande musicista, un artista consumato” ..
Florian Lungu, al Sibiu Jazz Festival '78, dopo aver ascoltato la composizione "Nunta (Il matrimonio)" scriveva di lui: "Un successo creativo, dimostrava maturità e aplomb nel pensiero musicale diffuso dai suoi mezzi di espressione"
Hanno apprezzato la sua impronta folk in composizioni come "Lautareasca", "Muguri sub zapada (Germogli sotto la neve)" e "Batuta", citato in articoli da Doru Constantinescu e Mihai Berindei.
Nel giornale "Rondul"- Sibiu, la canzone "Papusarii”(i burattinai) veniva descritta come “un pezzo che creava un'atmosfera di pace e di amore: la linea melodica e il messaggio di questa canzone raggiungeva le corde più sensibili delle anime del pubblico, creando un clima di pace e di amore ...” Ciò che Andrei Colompar aveva predetto nella sua canzone, rispecchiava il suo animo religioso con affermazioni tramite strofe come “/ Quando lo spettacolo finirà, Saremo più buoni, / Signore, noi Ti ringrazieremo / Saremo di nuovo bambini "

## Curiosità
Secondo sua figlia, quando era un adolescente, il piccolo Andrei aiutava la madre a lavorare nei campi e di notte studiava lo strumento (la fisarmonica). Aveva quasi sempre le dita così gonfie da doverle mettere in un secchio di acqua fredda per sgonfiarle, ma questo ostacolo non lo frenava nell'attività musicale.
Nello studio era molto ordinato, con una volontà e una forza interiore rare, e considerava il pianoforte come il suo migliore amico.
Quando, in gravi condizioni di ristrettezza economica, fu costretto a vendere il pianoforte, iniziò a studiare alla Scuola D'arte di Sibiu quasi quotidianamente, fermandosi spesso anche di notte. Spesso si addormentava sul piano, per poi rimettersi al lavoro senza pensare al tempo o al sonno.

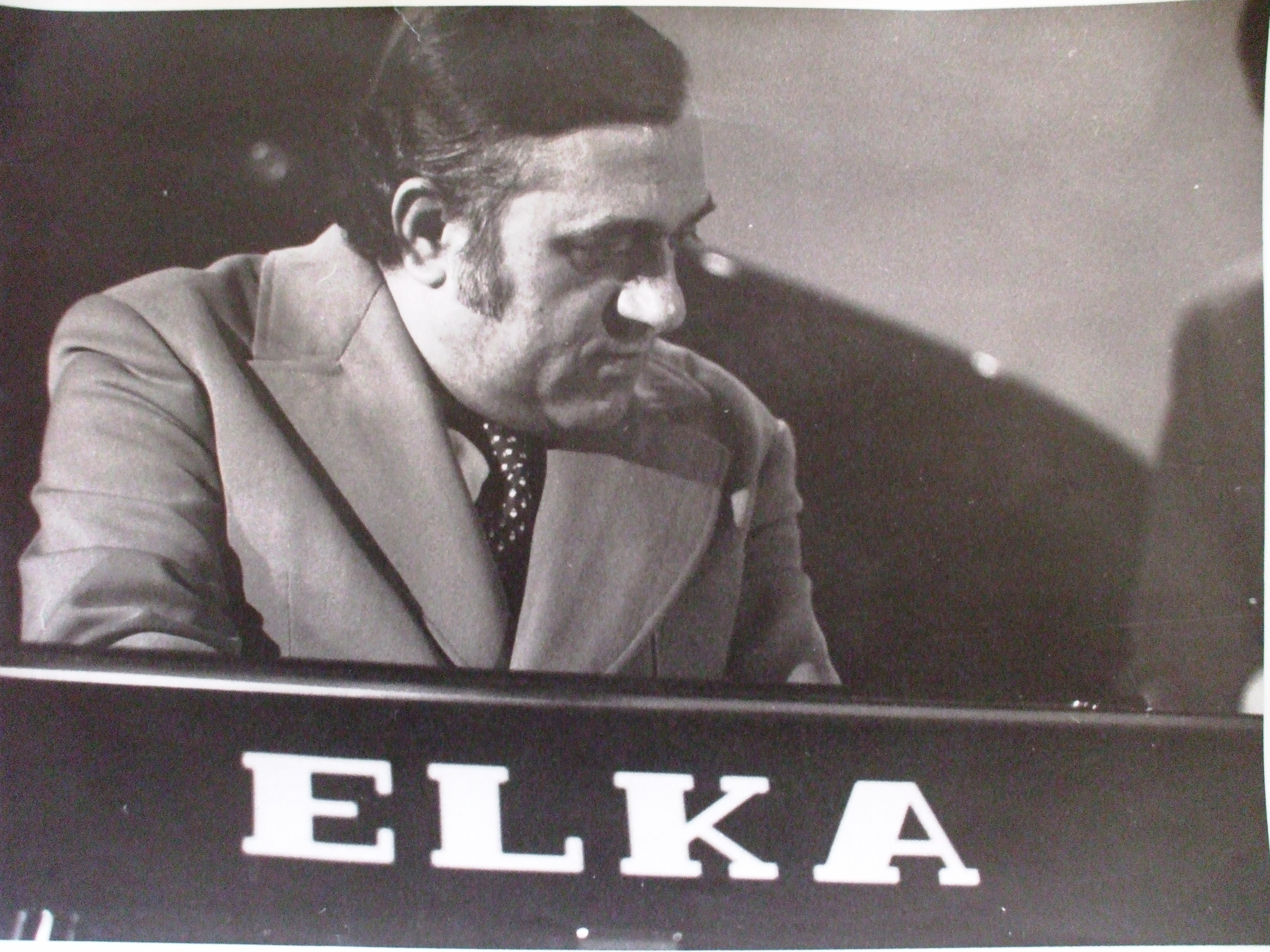
Andrei Colompar (Sibiu Jazz Festival)

Aveva una grande fede in Dio e un grande amore per la famiglia. Le sue composizioni parlano di natura e di amore in chiave dolce e malinconica, di trasporto verso un mondo migliore, un mondo da sogno.
Durante il comunismo era un rivoluzionario, a modo suo, critico nei confronti della dittatura, spesso parlando con amici o anche con estranei in luoghi pubblici, cercando di trovare un modo per ribellarsi al sistema. Amava la libertà conosciuta nelle tournée fuori dal Paese, ma non chiese mai asilo politico perché avrebbe rischiato 5 anni di lontananza dalla sua famiglia. Dopo la fine del regime del 1989 in Romania, si scopri che era stato aperto un dossier su di lui da parte del corpo di sicurezza del regime.
Leggeva molto e se non fosse diventato un musicista, avrebbe voluto essere professore di storia.

## Discografia
- Conexiuni Bop – Formatii Sibiene de Jazz (LP, Album), Electrecord, 1979
- Sunet Proaspat/Fresh Sound (LP, Album), Electrecord, 1990
- Calatorul/ The Traveller, Natalia & Andrei Colompar compositions, 2000
- Canzoni Friulane, Promodisc, 2003
- Canzoni Friulane, Promodisc, 2005
- E- Ballads (irish - romanian folk - jazz fusion) - live recording Bob Bales e Imperium Jazz Band, 2006
- Romanian Jazz, Sonar Kollektiv, 2007
- Tu ed io, io e te, (EP) Natalia & Andrei Colompar, 2014